# Chapel Haddlesey
Chapel Haddlesey is een civil parish in het bestuurlijke gebied Selby, in het Engelse graafschap North Yorkshire. In 2001 telde het dorp 197 inwoners.